# Biberach an der Riss
Biberach an der Riss (tyska Biberach an der Riß) är den största staden och huvudort i Landkreis Biberach i det tyska förbundslandet Baden-Württemberg. Kommunen består av ortsdelarna (tyska Ortsteile) Biberach (Kernstadt), Mettenberg, Ringschnait, Rissegg (tyska Rißegg) och Stafflangen. Folkmängden uppgår till cirka 34 300 invånare, på en yta av 72,15 kvadratkilometer.
Staden ingår i kommunalförbundet Biberach an der Riß tillsammans med kommunerna Attenweiler, Eberhardzell, Hochdorf, Maselheim, Mittelbiberach, Ummendorf och Warthausen.

## Geografi
Biberach ligger i den centrala delen av det liknämnda distriktet vid floden Riss (tyska Riß), som är en biflod av Donau. Staden ligger ungefär 60 kilometer norr om Bodensjön och 40 kilometer sydväst om staden Ulm.

## Vänorter
- Valence (Frankrike)
- Tendring District (Storbritannien)
- Asti (Italien)
- Świdnica (Polen)
- Telavi (Georgien)
- Guernsey (Storbritannien)

## Befolkningsutveckling
| Befolkningsutvecklingen i Biberach an der Riss 1975–2015 | Befolkningsutvecklingen i Biberach an der Riss 1975–2015 | Befolkningsutvecklingen i Biberach an der Riss 1975–2015 | Befolkningsutvecklingen i Biberach an der Riss 1975–2015 | Befolkningsutvecklingen i Biberach an der Riss 1975–2015 |
| -------------------------------------------------------- | -------------------------------------------------------- | -------------------------------------------------------- | -------------------------------------------------------- | -------------------------------------------------------- |
|                                                          |                                                          |                                                          |                                                          |                                                          |
| År                                                       |                                                          |                                                          | Folkmängd                                                | Areal (ha)                                               |
| 1975                                                     | 1975                                                     |                                                          | 28 891                                                   | 7 110                                                    |
| 1980                                                     | 1980                                                     |                                                          | 28 284                                                   | 7 215                                                    |
| 1985                                                     | 1985                                                     |                                                          | 27 815                                                   |                                                          |
| 1990                                                     | 1990                                                     |                                                          | 29 635                                                   | 7 226                                                    |
| 1995                                                     | 1995                                                     |                                                          | 30 862                                                   | 7 215                                                    |
| 2000                                                     | 2000                                                     |                                                          | 31 593                                                   | 7 216                                                    |
| 2005                                                     | 2005                                                     |                                                          | 32 282                                                   |                                                          |
| 2010                                                     | 2010                                                     |                                                          | 32 394                                                   |                                                          |
| 2015                                                     | 2015                                                     |                                                          | 32 233                                                   |                                                          |
|                                                          |                                                          |                                                          |                                                          |                                                          |

## Bilder

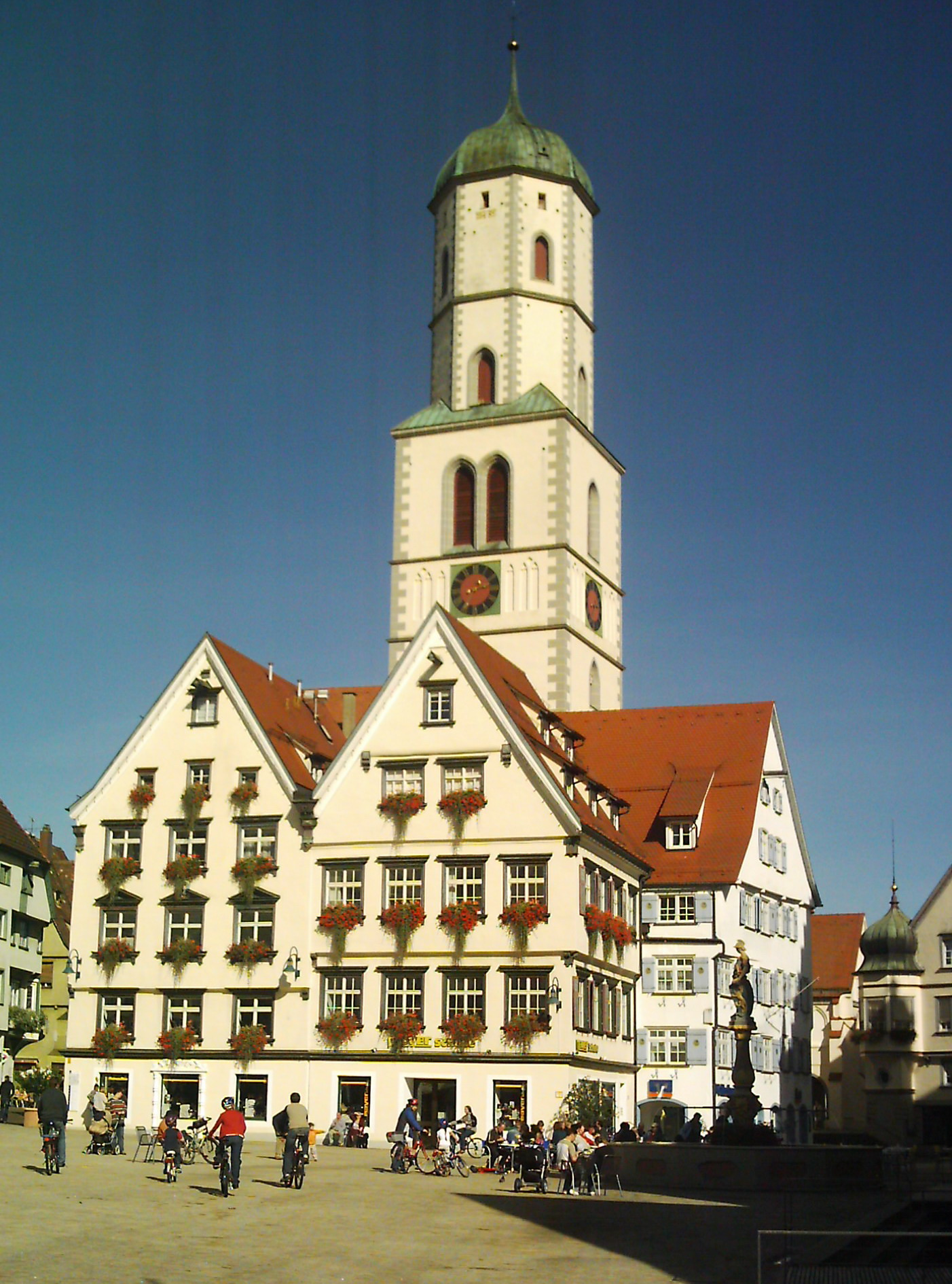
Torget och kyrkan Sankt Martin.
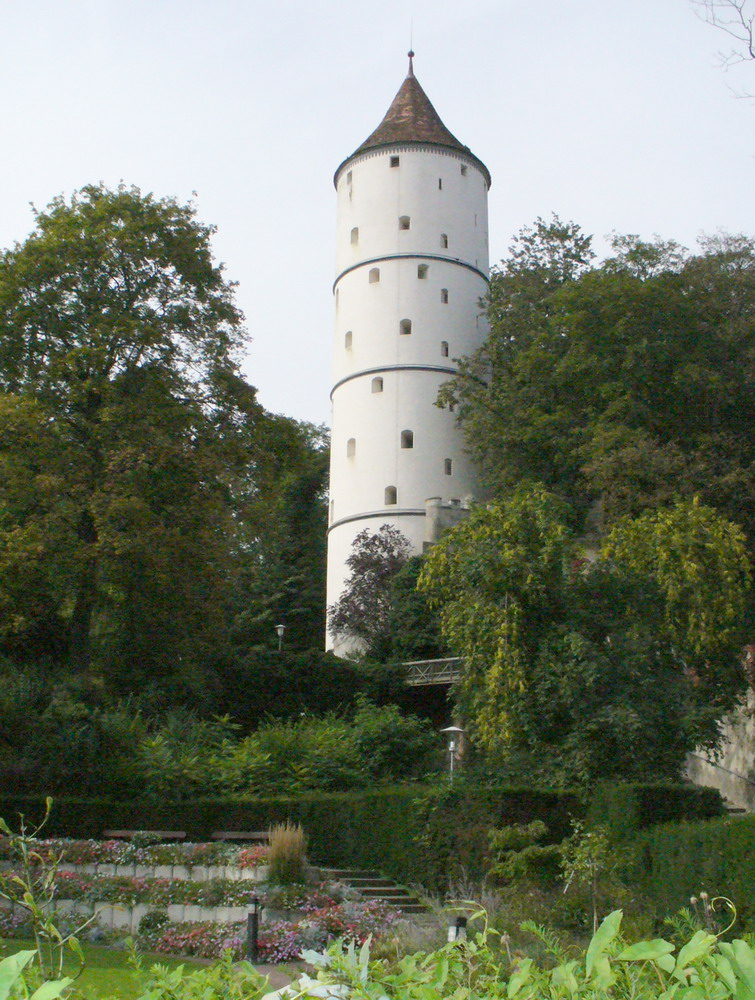
Vita tornet (Weißer Turm).
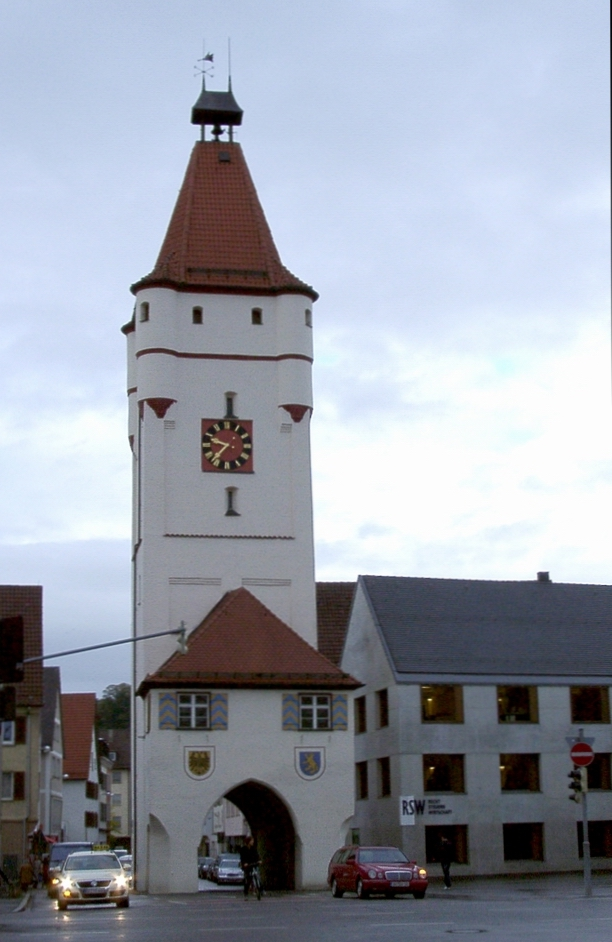
Den sista bevarade stadsporten (Ulmer Tor).
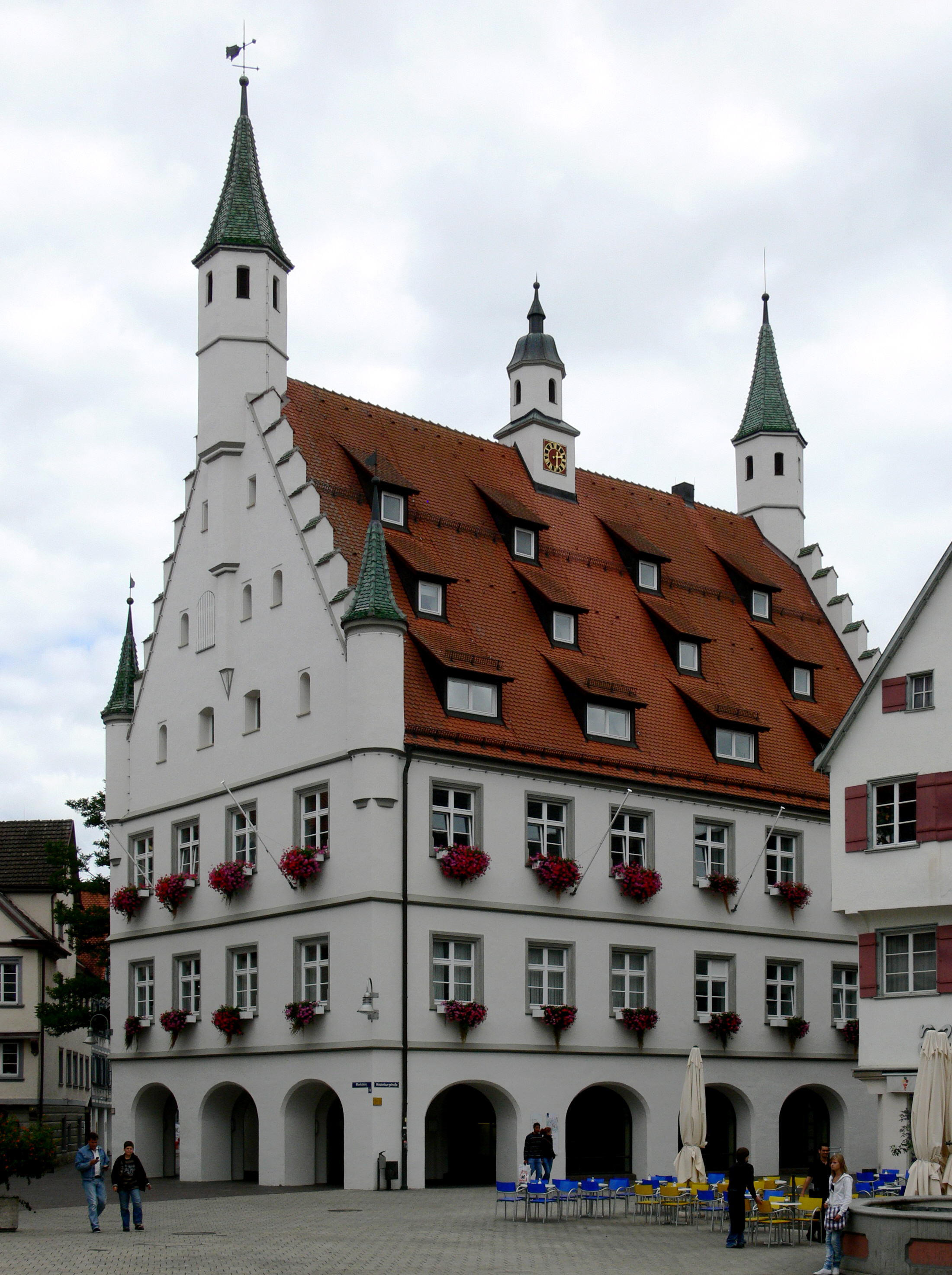
Rådhuset.